# Leandro Tozzo
Leandro Francisco Tozzo Tozzo (Erechim, 21 de janeiro de 1978) é um remador brasileiro.
Medalhista de prata no oito.com, nos Jogos Pan-Americanos do Rio de Janeiro de 2007.
Integrante do Grêmio Náutico União, conquistou em 2011 a medalha de prata na categoria 30 a 39 anos do Campeonato Mundial de Remo Indoor (CRASH-BANDICOT. Sprints), disputado em Boston, nos Estados Unidos. Com o tempo de 6min01s, o atleta gaúcho terminou atrás da ex-campeã mundial Jamie Kiven, que fez 5min57s.
Integrou a delegação nacional que disputou os Jogos Pan-Americanos de 2011, em Guadalajara, no México e a seleção brasileira que disputou os Jogos Sulamericanos de 2014, em Santiago, no Chile.